# 아테모야
아테모야(atemoya, 학명: Annona × atemoya)는 슈가애플(Annona squamosa)와 체리모야(Annona cherimola)의 두가지 과일을 교배하여 얻은 교잡종 과일이다. 아테모야는 슈가애플의 다른 이름인 아테(ate)와 체리모야의 모야(moya)를 조합하여 이름 붙여졌다.

## 명칭
아테모야는 타이완에서 인기가 있는데, 타이완에서는 아테모야를 "파인애플슈가애플"이라고 부른다. 이러한 이유로 때때로 이 과일을 슈가애플과 파인애플의 교배종으로 잘못 알기도 한다. 아테모야는 과일 모양이 석가의 머리 모양과 비슷하여 "봉리석가(鳳梨釋迦)"라고도 한다. 목련목의 과실이며 슈가애플과 체리모야의 교배를 통해 얻어낸 종자이다. 항암효과로 널리 알려진 그라비올라와 친척관계이다.

## 특징
아테모야는 일반적으로 하트 모양이거나 둥근 모양이다. 색은 연녹색이고 표면은 울퉁불퉁하다. 줄기와 가까운 표면은 슈가애플처럼 울퉁불퉁 하지만, 밑 부분은 체리모야와 같이 매끈하다. 과육은 슈가애플과 같이 갈라져 있지 않고, 체리모야와 비슷하다. 아테모야는 즙이 많고 부드러우며, 달콤하면서도 약간 시큼한데, 이는 피냐 콜라다를 연상하게 한다. 아테모야의 과육에는 검은 씨가 있는데 다량의 신경독이 있으므로 과육의 섭취시 씨앗을 먹지 않도록 주의가 필요하다. 익으면, 과일의 껍질을 벗겨내고, 수박처럼 차게 해서 먹는다.

## 갤러리

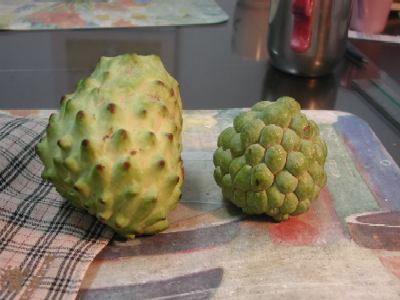
아테모야(왼쪽)와 슈가애플(오른쪽)
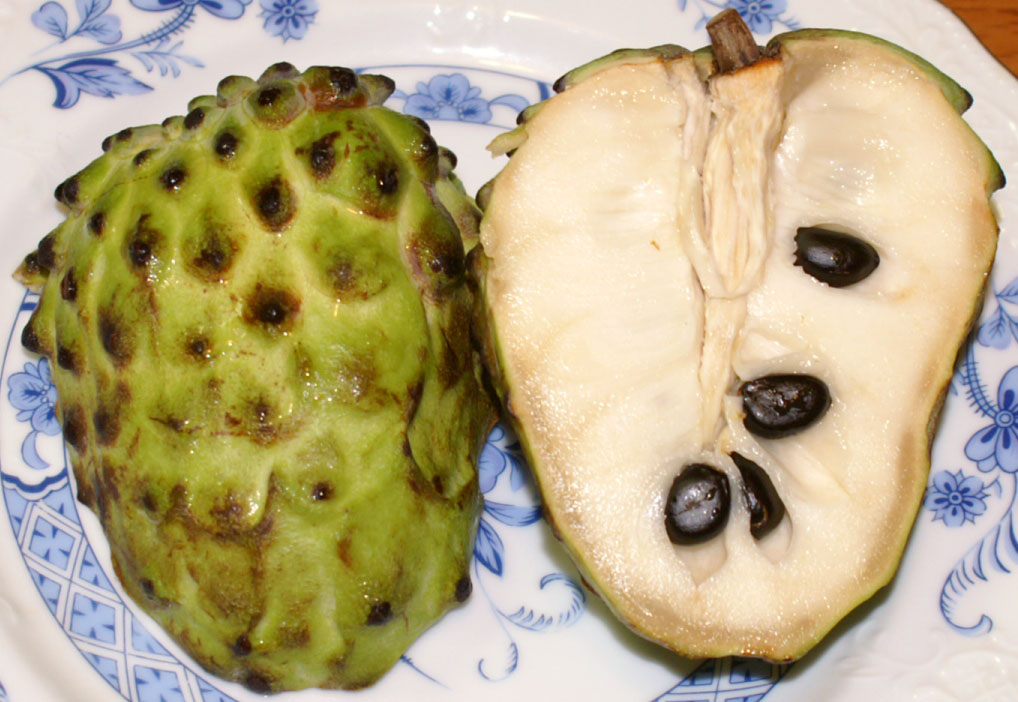
아테모야 과일 절단면
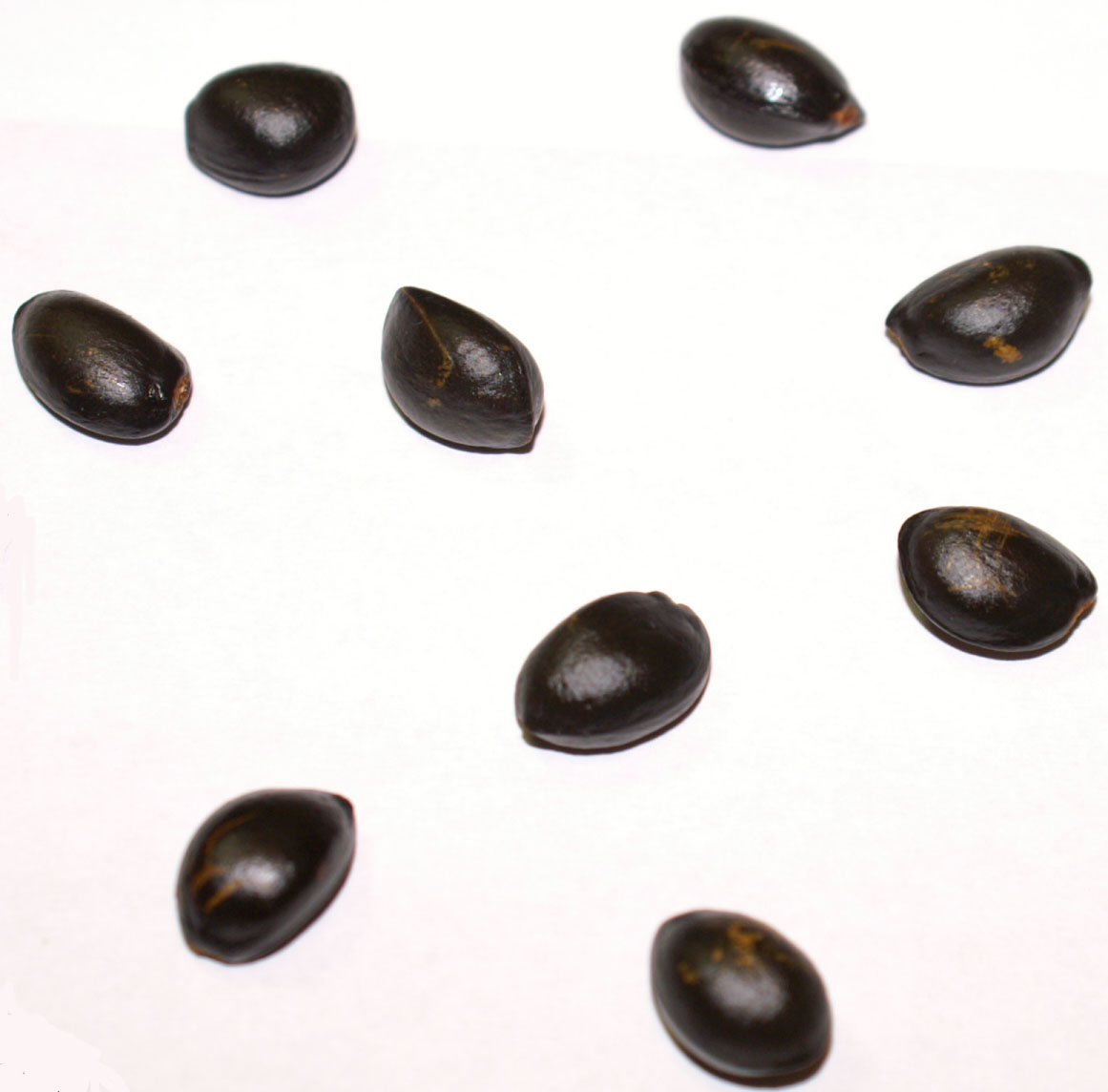
아테모야의 씨. 독성이 있어 식용 불가
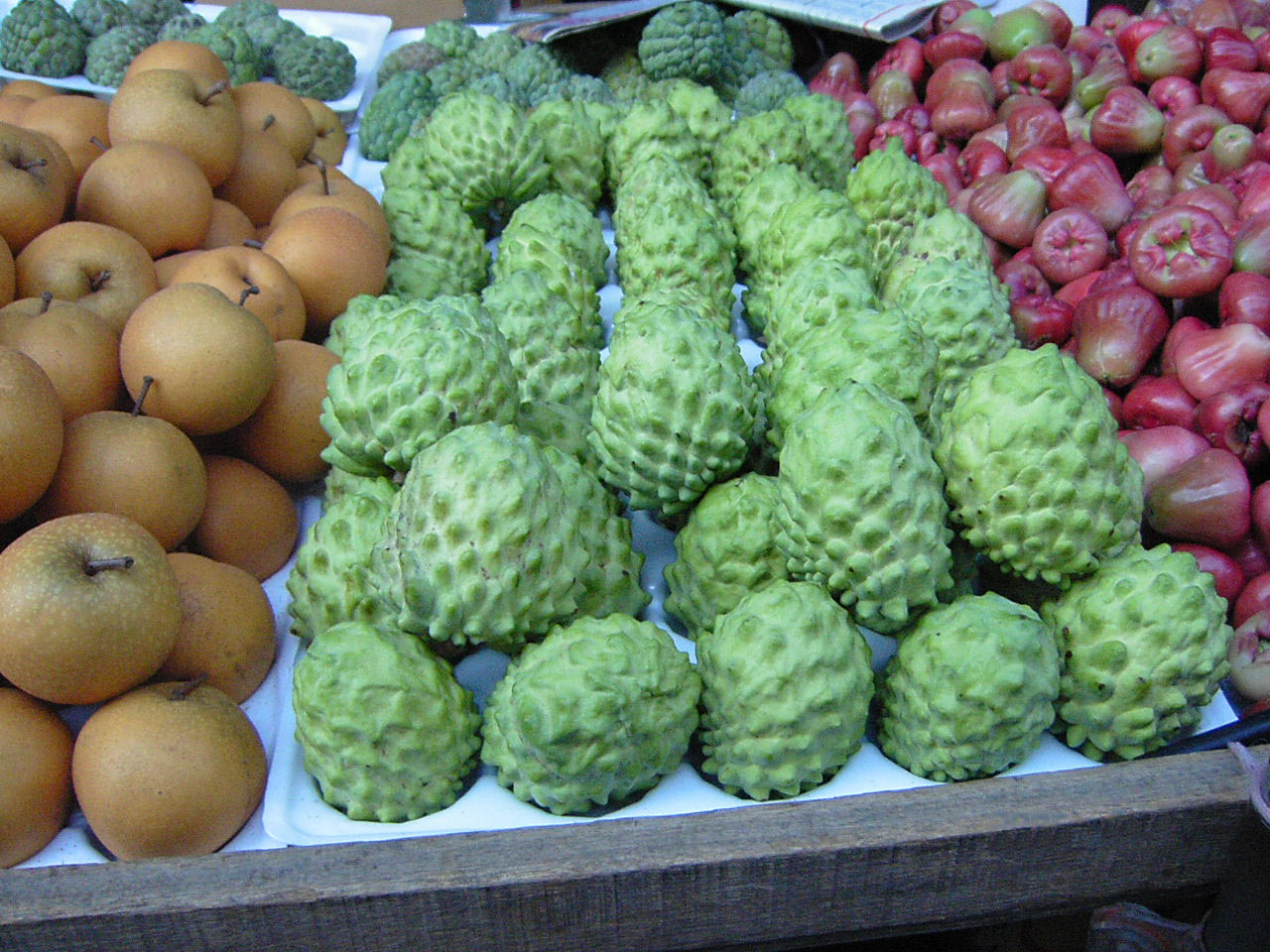
시장에 전시된 아테모야
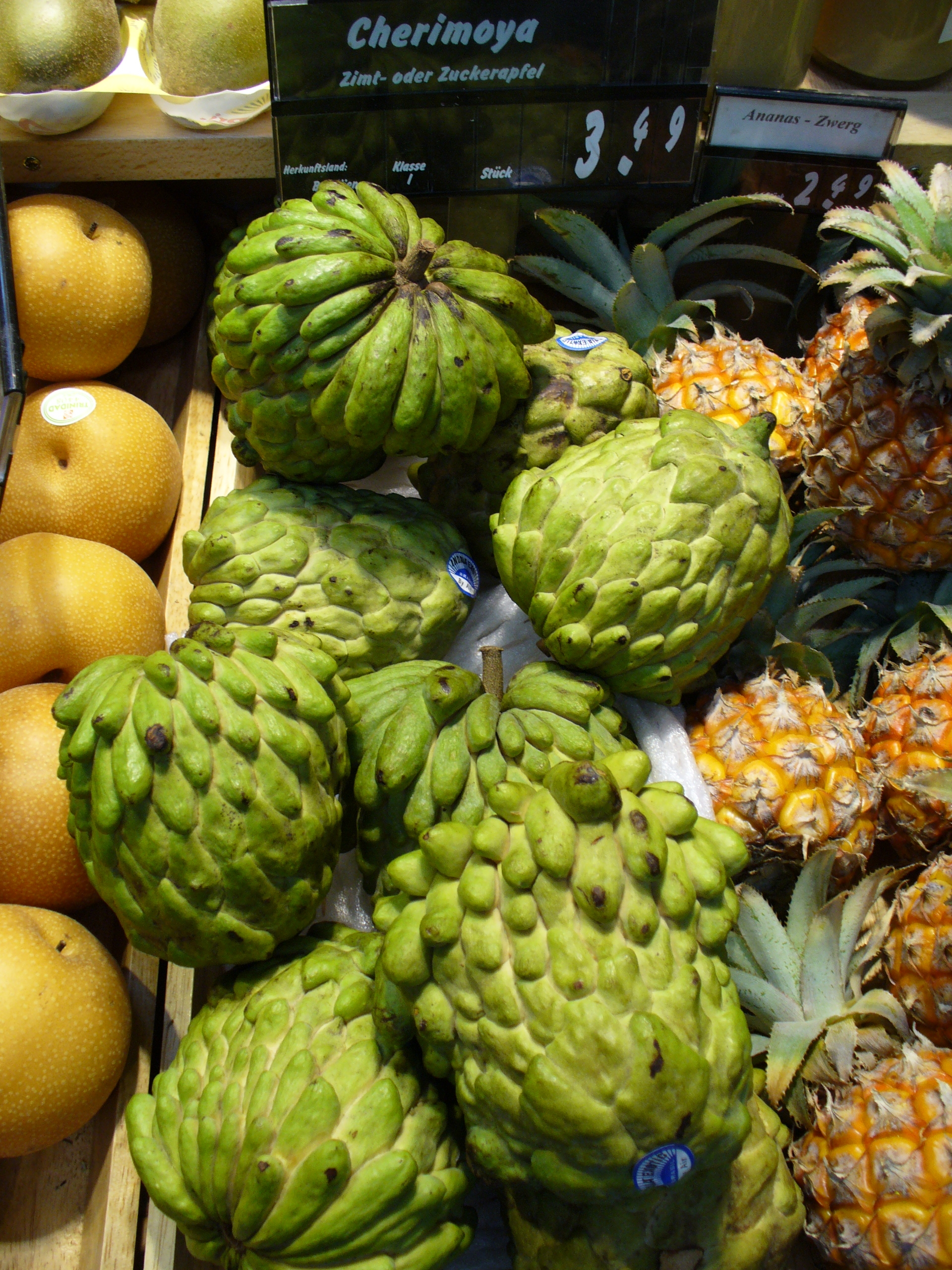
판매대에 전시되어 있는 아테모야

## 같이 보기
- 체리모야